# CAC CA-15 Kangaroo
Le CAC CA-15 Kangaroo est un avion militaire de la Seconde Guerre mondiale construit en Australie par la Commonwealth Aircraft Corporation. Seul un prototype fut réalisé.

## Historique
En 1943, la Royal Australian Air Force doit compter sur ses Commonwealth CA-12 Boomerang pour affronter les chasseurs de l'empire du Japon au-dessus de la Papouasie Nouvelle-Guinée, l'engin conçu rapidement dès 1940 pour pallier l'absence d'appareils britanniques commence à atteindre ses limites. 
Sir Lawrence Wackett (en), président de la Commonwealth Aircraft Corporation, et son ingénieur en chef Fred David (en) (juif autrichien qui a travaillé avant guerre pour Heinkel et Mitsubishi) décident de développer un intercepteur et chasseur d'escorte, basé sur les recherches britanniques menés sur des Focke-Wulf Fw 190 capturés. Si l'engin présente quelques similitudes avec un North American P-51 Mustang, ses capacités sont hors normes, grâce notamment à son Rolls-Royce Griffon Mk.61. Cependant les retards de production et autres problèmes font vite que le CA-15 est confronté à un rival, le P-51 fabriqué sous licence en Australie à 120 unités à partir d'avril 1945.

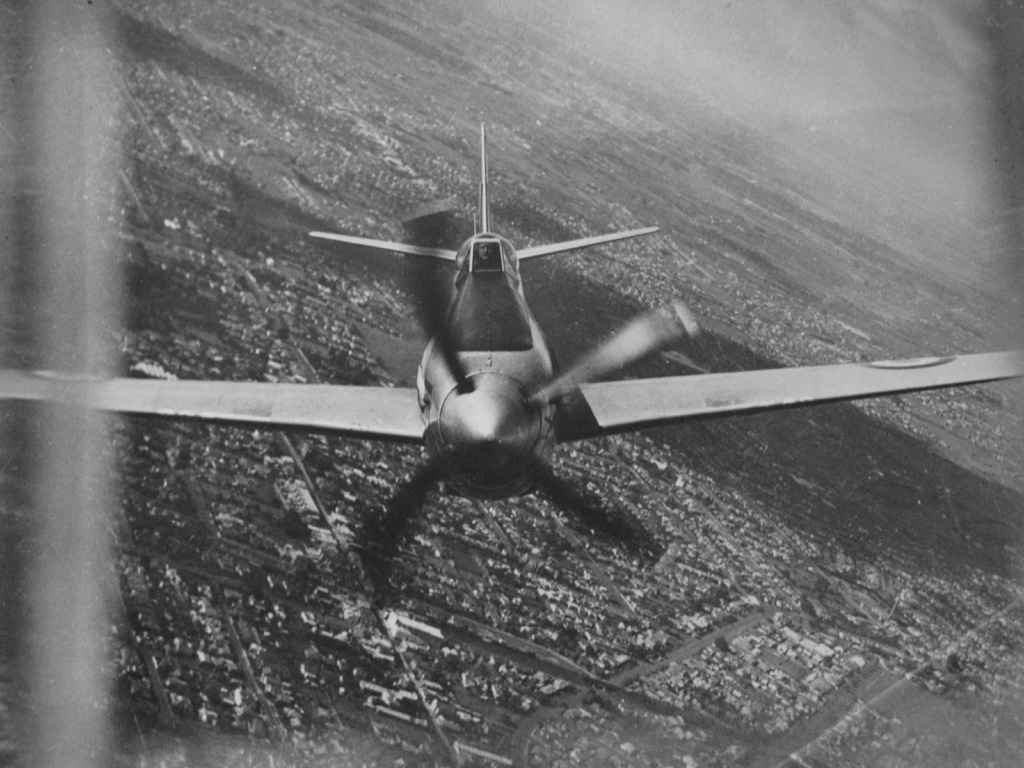
Le CA-15 en vol en 1948.

Son premier vol a lieu le 4 mars 1946 avec comme pilote d'essais Jim Schofield. Selon l'historien de l'aviation Darren Crick, il a atteint une vitesse de vol en palier étalonnée de 721 km/h à 26 400 pieds (8 046m). Les vols d'essai se terminèrent brusquement lorsque le Flight lieutenant J. A. L. Archer subit une panne hydraulique (plus tard révélée être une jauge d'essai au sol qui fuyait) à l'approche de Point Cook le 10 décembre 1946, ce qui ne lui laissa d'autre choix que d'orbiter et de brûler du carburant. Le train principal n'était qu'à moitié abaissé et ne pouvait plus être rétracté ou abaissé, mais la roue de queue était abaissée et bloquée. À l'atterrissage, la roue de queue a d'abord heurté la piste d'atterrissage, provoquant le marsouin de l'avion et finalement, l'aéronef s'est enfoncé. L'avion s'est replié sur le fuselage et a dérapé jusqu'à l'arrêt, fortement endommagé. Après des réparations au CAC, l'avion a été renvoyé à l'Aircraft Research and Development Unit RAAF (en) (ARDU) en 1948. Archer aurait atteint une vitesse de 803 km/h au-dessus de Melbourne, après s'être stabilisé après une plongée de 1 200 m, le 25 mai 1948.
À ce moment-là, cependant, il était clair que les avions à réaction avaient un potentiel beaucoup plus grand et aucun autre exemplaire du CA-15 n'a été construit. Le prototype a été mis au rebut en 1950 et les moteurs ont été renvoyés à Rolls-Royce.